# Spirostreptus civilis
Spirostreptus civilis är en mångfotingart som beskrevs av Gerstaecker 1873. Spirostreptus civilis ingår i släktet Spirostreptus och familjen Spirostreptidae. Inga underarter finns listade i Catalogue of Life.